# Kismet (musical)
Kismet è un musical di Broadway ispirato alle suggestive Le mille e una notte, prodotto da Charles Lederer, scritto da Robert Wright e George Forrest, con musiche adattate dai lavori del celebre compositore russo Aleksandr Porfir'evič Borodin.

## Trama
Nell'antica Baghdad, il poeta Hajj tenta di vendere i suoi versi poetici ma non riuscendovi manda la figlia Marsinah a rubare della frutta al Bazar. Giocando d'astuzia, il poeta riesce a raccogliere il denaro dei passanti spacciandosi per un mago che sa cambiare il fato avverso alle persone. Il vecchio brigante Jawal, credendolo realmente un mago, gli dà 100 monete d'oro per ritrovare il suo figlio scomparso da tempo.
Nel frattempo Marsinah fa la conoscenza del giovane Califfo in incognito, che fingendosi giardiniere inizia un intreccio amoroso con lei. Hajj vede dimezzato il suo gruzzolo per compensare un mercante che ha scoperto il furto della figlia; il poeta viene arrestato dal capo della polizia, il malvagio Wazir, perché trovato in possesso di monete rubate a suo tempo (dal brigante Jawal, che gliele aveva date). Hajj fa la conoscenza della sensuale moglie di Wazir, Lalume, che lo salva dalla mutilazione della mano.
Entra in scena Jawal, che riconosce in Wazir il figlio perduto, e decanta i grandi poteri magici di Hajj; l'equivoco spinge Wazir, che nel frattempo è venuto a sapere del nuovo amore del Califfo, a chiedere al poeta-mago di cambiare il destino, perché interessato ad un matrimonio reale combinato con le principesse di Ababu. In cambio Hajj diventerà emiro. Dopo una serie di tresche per impedire il matrimonio del Califfo, Hajj ucciderà il malvagio Wazir affogandolo nella piscina, rifiutando il perdono reale, e chiedendo invece di essere esiliato in un'oasi, per "consolare" la bella vedova Lalume.

## Numeri musicali
Atto I
- "Sands of Time" – Imam of the Mosque
- "Rhymes Have I" – Hajj and Marsinah
- "My Magic Lamp" - Marsinah†
- "Fate" – Hajj
- "Bazaar of the Caravans" – Street Dancer, Akbar, Assiz, Merchants and Shoppers
- "Not Since Nineveh" – Lalume, The Wazir of Police, Three Princesses of Ababu, Akbar, Assiz, Merchants and Shoppers
- "Baubles, Bangles and Beads" – Marsinah
- "Stranger in Paradise"* – Caliph and Marsinah
- "He's in Love!" – Chief Policeman, Second Policeman, Prosecutor, Three Princesses of Ababu, Akbar, Assiz, Caliph and Omar
- "Gesticulate" – Hajj and Wazir's Council
- "Bored"† – Lalume
- "Fate" (Reprise) – Hajj and Ladies of the Wazir's Harem

Atto II
- "Night of My Nights" – Caliph and Entourage
- "Stranger in Paradise" (Reprise) – Marsinah
- "Baubles, Bangles, and Beads" (Reprise) – The Caliph
- "He's in Love!" (Reprise) – Entourage
- "Was I Wazir?" – The Wazir of Police, Policemen and Guards
- "Rahadlakum"* – Hajj, Lalume, Princess Zubbediya of Damascus, Princess Samaris of Bangalore, Three Princesses and Wazir's Harem
- "And This Is My Beloved" – Marsinah, Caliph, Hajj and The Wazir of Police
- "The Olive Tree" – Hajj
- "Ceremonial of the Caliph's Diwan" – Diwan Dancers
- "Presentation of Princesses" – Princess Zubbediya of Damascus, Ayah, Princess Samaris of Bangalore and Three Princesses of Ababu
- "Finale" – Ensemble and Hajj

## Musiche di Borodin
Per la realizzazione di Kismet Robert Wright e George Forrest hanno adattato i seguenti brani di Boodin:
- Nelle steppe dell'Asia centrale ("Sands Of Time")
- Sinfonia n. 2, I movimento ("Fate")
- Danze polovesiane dal II atto de Il principe Igor' ("Bazaar of Caravans", "Not Since Nineveh", "Stranger in Paradise", "He's in Love", "Samaris' Dance")
- Quartetto per archi n. 2, II movimento ("Baubles, Bangles and Beads"), III movimento ("And This Is My Beloved")
- Quartetto per archi n. 1, IV movimento ("Was I Wazir?")
- Sinfonia n. 1, IV movimento ("Gesticulate")
- Serenade dalla Petite suite ("Night of My Nights")
- Trio del III atto da Il principe Igor' ("The Olive Tree")
- Aria di Končak dal II atto de Il principe Igor' (introduzione a "Gesticulate")
- Aria di Vladimir Galickij da Il principe Igor' ("Zubbediya")
- Scena con Ovlur dal II atto de Il principe Igor' ("My Magic Lamp")

## Produzioni principali
Kismet, prodotto da Edwin Lester, ha debuttato il 17 agosto 1953 al Philharmonic Auditorium di Los Angeles, regia di Albert Marre e coreografie di Jack Cole, con  Alfred Drake (il poeta Hajj), Doretta Morrow (sua figlia Marsinah), Richard Kiley (Califfo di Baghdad), Henry Calvin (Wazir), Joan Diener (Lalume); è stato poi presentato al Curran Theatre di San Francisco (settembre-ottobre 1953), al Colonial Theatre di Boston (ottobre 1953) e allo Shubert Theaatre di Filadelfia.
Lo spettacolo ha proseguito la tounée a Broadway, ma prodotto da Charles Lederer per motivo di finanziamenti, debuttando il 3 dicembre 1953 allo Ziegfeld Theatre (Sesta Avenue ancolo 54ª strada), per un totale di 583 repliche.
È stato premiato con tre Tony Awards, tra i quali per il miglior musical. Terminate le repliche a Broadway lo spettacolo proseguì la tournée sino al 20 agosto 1955.
La prima inglese è stata il 20 aprile 1955 allo Stoll Theatre di Londra, per 648 repliche, ancora con Albert Marre (regista) e Jack Cole (coreografo), oltre a tre protagonisti di Broadway: Alfred Drake, Doretta Morrow e Joan Diener.
La prima australiana è stata al Princess Theatre di Melbourne il 10 novembre 1955, poi all'Empire Theatre di Sydney, regia di Burry Fredrik e coreografie di Lisa Brionda.
Un nuovo allestimento ha debuttato il 22 giugno 1965 al New York State Theatre di New York, regia di Edward Greenberg e coreografie di Jack Cole, con Alfred Drake, Lee Venora, Anne Jeffreys, Henry Calvin.
Nel 1985 la New York City Opera ha prodotto un nuovo allestimento che ha debuttato il 2 ottobre, regia di Frank Corsaro e coreografie di Randolyn Zinn, con George Hearn (Hajj), Susanne Marsee (Lalume), Maryanne Telese (Marsinah).
Il 10 dicembre 1994 BBC Radio 2 ha trasmesso una nuova produzione con la BBC Concert Orchestra diretta da Kenneth Alwyn, con Ethan Freeman (Hajj), Julia Migenes (Lalume), Stephen Hill (il Califfo), Katrina Murphy (Marsinah), Frank Middlemass (Omar Kayyam), David Adler (Wazir).
Per la serie Encores!, il New York City Center ha presentato Kismet il 9-12 febbraio 2006, regia di Lonny Price e coreografie di Sergio Trujillo, con 
starring Brian Stokes Mitchell (Hajj), Marin Mazzie (LaLume), Danny Gurwin (Califfo), Tom Aldredge (Jawan), Randall Duk Kim (Omar), Danny Rutigliano (Wazir), Marcy Harriell (Marsinah).
Nel 2007, prodotto dall'English National Opera, ha debuttato al London Coliseum, regia dello statunitense Gary Griffin e coreografie del venezuelano Javier de Frutos, con Michael Ball (Hajj), Faith Prince e Alfie Boe (Califfo).

## Adattamenti cinematografici
La commedia originale fu scritta da Edward Knoblock e venne rappresentata per la prima volta il 19 aprile 1911 a Londra. Kismet venne adattata poi per lo schermo in varie versioni cinematografiche, prima di dar origine al musical.
- Kismet di Leedham Bantock (UK) con Oscar Asche, Lily Brayton (1914)
- Kismet di Louis J. Gasnier (Waldorf) con Otis Skinner, Rosemary Theby, Elinor Fair (1920)
- Il mendicante di Bagdad (Kismet) di John Francis Dillon (Warner Bros.) con Otis Skinner, Loretta Young, David Manners (1930)
- Kismet di William Dieterle (Warner Bros.) con Gustav Fröhlich, Dita Parlo, Vladimir Sokoloff (1931)
- Kismet di William Dieterle (MGM) con Ronald Colman, Marlene Dietrich, Edward Arnold (1944)
- Uno straniero tra gli angeli (Kismet) di Vincente Minnelli (MGM) con Howard Keel, Ann Blyth, Vic Damone, Dolores Gray (1955)

## Riconoscimenti
- Tony Award
  - 1954 – Miglior musical
  - 1954 – Miglior attore protagonista in un musical ad Alfred Drake
  - 1954 – Miglior conduttore e direttore musicale a Louis Adrian